# Chambon-sur-Dolore
Chambon-sur-Dolore là một xã ở tỉnh Puy-de-Dôme trong vùng Auvergne-Rhône-Alpes miền trung nước Pháp. Xã này nằm ở khu vực có độ cao trung bình 960 mét trên mực nước biển.